# هوغو ماك دوغال
هوغو ماك دوغال (بالإسبانية: Hugo Mac Dougall)‏ هو صحفي وكاتب سيناريو وكاتب وناقد سينمائي أرجنتيني، ولد في 9 ديسمبر 1901 في بوينس آيرس في الأرجنتين، وتوفي بنفس المكان في 15 مايو 1976.

## وصلات خارجية
- هوغو ماك دوغال على موقع IMDb (الإنجليزية)
- هوغو ماك دوغال على موقع كينوبويسك (الروسية)